# Cantonul L'Hautil
Cantonul L'Hautil este un canton din arondismentul Pontoise, departamentul Val-d'Oise, regiunea Île-de-France, Franța.

## Comune
- Boisemont
- Courdimanche
- Jouy-le-Moutier (reședință)
- Menucourt
- Neuville-sur-Oise
- Vauréal